# Інгібітори гідратоутворення
Інгібі́тори гідра́тоутво́рення (рос. ингибиторы гидратообразования; англ. hydrate inhibitors; нім. Hydratbildungsverzögerer m) — речовини, які запобігають утворенню гідратів вуглеводневих газів під час їх видобування, транспортування і підземного зберігання, а також первинного обробляння нафти і газу. Введення інгібіторів гідратоутворення в потік газу вологого змінює енергію взаємодії між молекулами води. Внаслідок цього знижується тиск водяної пари над поверхнею води, що приводить до зменшення рівноважної температури гідратоутворення.
Діючи безпосередньо на процес відкладання гідратів, інгібітори гідратоутворення також знижують тиск пари води над ними і викликають поступове розкладання гідратів. Як інгібітори гідратоутво-рення застосовують спирти (метанол, моно-, ді- і триетиленгліколі) та, обмежено, водні розчини хлористого кальцію.